# Lista över ledamöter av Sveriges riksdags första kammare 1879
Ledamöter av Sveriges riksdags första kammare 1879.
Yrkestiteln anger ledamöternas huvudsakliga sysselsättning. Riksdagsarbetet var vid den här tiden inget heltidsjobb.

## Stockholms stad
- Adolph Peyron, grosshandlare, f. 1823
- Oscar Björnstjerna, (utrikes)statsminister, f. 1819
- Louis de Geer, statsminister, f. 1818
- Gustaf af Ugglas, f.d. statsråd, överståthållare, godsägare, f. 1820
- André Oscar Wallenberg, bankdirektör, f. 1816

## Stockholms län
- Gustaf Åkerhielm, överstekammarjunkare, riksgäldsfullmäktig, godsägare, f. 1833
- Axel Odelberg, godsägare, f. 1805
- Ludvig af Ugglas, godsägare, f. 1814
- Wilhelm Stråle, landshövding, f. 1816

## Uppsala län
- Carl Reuterskiöld, kabinettkammarherre, godsägare, f. 1816
- Pehr von Ehrenheim, f.d. statsråd, riksbanksfullmäktig, godsägare, f. 1823
- Fredrik Georg Afzelius, akademiadjunkt, f. 1812

## Södermanlands län
- Claes Magnus Lewenhaupt, överhovjägmästare, godsägare, f. 1816
- Gustaf Lagerbjelke, landshövding, godsägare, f. 1817
- Henning Hamilton, f.d. statsråd, universitetskansler, f. 1814
- Axel Mörner, godsägare, f. 1824

## Östergötlands län
- Axel Adelswärd, bruksdisponent, f. 1828
- Gustaf Rudolf Abelin, generallöjtnant, f. 1819
- Carl Edvard Ekman, bruksägare, f. 1826
- Julius Oscar Mörner, godsägare, f. 1816
- Pehr Sjöbring, biskop, f. 1819
- Harald Spens, överste, f. 1827
- Adam Reuterskiöld, kammarherre, godsägare, f. 1819
- Gustaf Andersson i Källstad, hemmansägare, f. 1816

## Norrköpings stad
- John Lenning, fabriksidkare, f. 1819

## Jönköpings län
- Carl Ribbing, major, godsägare, f. 1826
- Fredrik von Strokirch, kammarherre, godsägare, f. 1824
- Andreas Andersson i Mosserudstorp, hemmansägare, f. 1814
- Knut Ljungqvist, bruksägare, f. 1836
- Herman von Gegerfelt, president, f. 1817
- Frans Albert Anderson, riksgäldsfullmäktig, kammarråd, f. 1831

## Kronobergs län
- Anders Koskull, kammarherre, godsägare, f. 1831
- Gunnar Wennerberg, landshövding, f. 1817
- Jöns Pehrsson, hemmansägare, f. 1825
- Carl Johan Thyselius, statsråd, godsägare, f. 1811
- Knut Knutsson Posse, godsägare, f. 1826

## Kalmar läns norra
- Edvard Carleson, justitieråd, f. 1820
- Alfred de Maré, bruksägare, f. 1831
- Gustaf de Maré, bruksägare, f. 1825

## Kalmar läns södra
- Carl Axel Mannerskantz, f.d. kapten, godsägare, f. 1809
- Leonard Dahm, f.d. rektor, f. 1812
- Gustaf Ulfsparre, kammarherre, godsägare, f. 1819
- Johan Magnus Lindgren, häradshövding, f. 1817

## Gotlands län
- Ernst von Vegesack, överste, f. 1820

## Blekinge län
- Gustaf Peterson, vicekonsul, grosshandlare, f. 1815
- Nils Samuel von Koch, f.d. justitiekansler, godsägare, f. 1801
- Wilhelm Lothigius, borgmästare, f. 1836
- Adolf Rappe, kammarherre, godsägare, f. 1830

## Kristianstads län
- Wilhelm Dufva, vice häradshövding, riksbanksfullmäktige, f. 1825
- Ola Pehrsson, lantbrukare, f. 1818
- Per Samzelius, riksgäldsfullmäktig, sekreterare i Statskontoret, f. 1827
- Fredrik Barnekow, godsägare, f. 1839
- Gösta Posse, godsägare, f. 1825
- Carl Carlheim-Gyllensköld, hovrättsråd, f. 1827
- Philip Baltzar von Platen, f.d. major, godsägare, f. 1819

## Malmöhus län
- Carl von Platen, överstekammarjunkare, godsägare, f. 1833
- Otto Ramel, godsägare, f. 1833
- Corfitz Beck-Friis, kabinettskammarherre, godsägare, f. 1824
- Magnus Hallenborg, ryttmästare, godsägare, f. 1828
- Jöns Bengtsson, lantbrukare, f. 1820
- Henrik Schönbeck, prost, f. 1810
- Rudolf Tornérhjelm, överhovstallmästare, godsägare, f. 1814
- Ludvig Kockum, godsägare, f. 1835
- Carl Fredrik Hochschild, envoyé, godsägare, f. 1831
- Petter Olsson, konsul, godsägare, f. 1830

## Malmö stad
- Carl Gottreich Beijer, generaldirektör, f. 1811

## Hallands län
- Carl Hammar, godsägare, f. 1819
- Oscar Alströmer, f.d. landshövding, f. 1811
- Peter von Möller, f.d. ryttmästare, godsägare, f. 1809
- Isak Wallberg, fabriksidkare, f. 1825

## Göteborgs och Bohus län
- Arthur Koch, bruksägare, f. 1836
- Albert Ehrensvärd d.ä., landshövding, godsägare, f. 1821
- Leonard Nordenfelt, distriktsingenjör, f. 1827
- Anton Niklas Sundberg, ärkebiskop, f. 1818
- Carl af Trampe, godsägare, f. 1841
- Fredrik Hederstierna, f.d. kapten, godsägare, f. 1828

## Göteborgs stad
- Janne Ekman, grosshandlare, f. 1815
- Carl Fredrik Wærn, t. f. president, f. 1819

## Älvsborgs län
- Johan Petersson, fabriksidkare, f. 1813
- Conrad Svanberg, fabriksidkare, f. 1816
- Sven Lagerberg, generalmajor, f. 1822
- Fredrik von Essen, kammarherre, godsägare, f. 1831
- Olof Rylander, lantbrukare, f. 1819
- Robert von Kræmer, major, godsägare, f. 1825
- Rudolf Klinckowström, godsägare, f. 1816
- Nils Sandberg, handlare, f. 1829
- Otto Carlsund, civilingenjör, f. 1809

## Skaraborgs län
- Gustaf Sparre, kammarherre, godsägare, f. 1834
- Carl Storckenfeldt, f.d. löjtnant, godsägare, f. 1812
- Anders Wallenius, byggmästare, f. 1833
- Sven Littorin, godsägare, f. 1833
- Nils Fock, f.d. ryttmästare, godsägare, f. 1825
- Gustaf von Braun, f.d. kapten, godsägare, f. 1813
- Fredrik Hierta, godsägare, f. 1816
- Gilbert Hamilton, godsägare, f. 1837

## Värmlands län
- Henrik Rosensvärd, statsråd, godsägare, f. 1816
- Carl Rhodin, bruksägare, f. 1823
- Wilhelm Croneborg, kammarherre, bruksägare, f. 1826
- Carl Hammarhjelm, bruksägare, f. 1822
- Gerhard Lagerstråle, statsråd, f. 1814
- Casper Lexow, bruksägare, f. 1830
- Theodor Wijkander, generalmajor, f. 1821
- Rudolf Adlersparre, bruksägare, f. 1819

## Örebro län
- Hugo Hamilton, bruksägare, f. 1832
- Axel Burenstam, f.d. kapten, bruksägare, f. 1816
- Robert Montgomery-Cederhielm, bruksägare, f. 1820
- Oskar Evers, godsägare, f. 1833
- Julius Lindström, godsägare, f. 1825
- Albert Robson, bruksägare, f. 1821

## Västmanlands län
- Patric Reuterswärd, hovmarskalk, bruksägare, f. 1820
- Johan Mallmin, riksgäldsfullmäktig, lantbrukare, f. 1840
- Henric Tham, f.d. ryttmästare, bruksägare, f. 1827
- Gustaf Holdo Stråle af Ekna, fabriksidkare, f. 1826

## Kopparbergs län
- Henric Gahn, bruksägare, f. 1820
- Nils Fröman, justitieombudsman, f. 1816
- Casimir Lewenhaupt, kammarherre, kapten, riksbanksfullmäktig, f. 1827
- Wilhelm Falk, bruksägare, f. 1825
- Oscar Berg (politiker), grosshandlare, f. 1839
- Erik Mauritz Sundell, borgmästare, f. 1819

## Gävleborgs län
- Fredrik Ferdinand Carlson, f.d. statsråd, f. 1811
- Robert Rettig, grosshandlare, f. 1818
- Olof Widmark, lantmätare, f. 1831
- Wilhelm Fogelmarck, bruksägare, f. 1835
- Lennart Wærn, bruksägare, f. 1812

## Västernorrlands län
- Fredrik Burman, f.d. kapten, f. 1819
- Jonas Sjölund, hemmansägare, f. 1830
- Christian Fröberg, borgmästare, f. 1835
- Gustaf Fritiof Cawallin, skeppsredare, godsägare, f. 1830
- Johan Erland Gavelius, bruksägare, f. 1816

## Jämtlands län
- Axel Bennich, generaltulldirektör, f. 1817
- Gustaf Asplund, landshövding, f. 1826

## Västerbottens län
- Gustaf Fridolf Almquist, generaldirektör, f. 1814
- Frithiof Grafström, överhovpredikant, f. 1827
- Claes Adelsköld, f.d. major, godsägare, f. 1824

## Norrbottens län
- Adolf Wilhelm Roos, generaldirektör i Postverket, f. 1825
- Sigurd Ribbing, professor, f. 1816